# Hugh Gaffney
Pour les articles homonymes, voir Gaffney.
Hugh Lawrence Gaffney (né le 10 août 1963)  est un homme politique du parti travailliste écossais. Il est député pour Coatbridge, Chryston et Bellshill de 2017 à 2019 . Il est également conseiller municipal du North Lanarkshire Council.

## Jeunesse
Gaffney fait ses études à Uddingston, dans le sud du Lanarkshire. Il est marié et a trois fils. Depuis l'âge de vingt ans, jusqu'à son élection, Gaffney travaille pour Royal Mail et Parcelforce et porte son ancien uniforme de travail à Westminster lors de son premier jour à la Chambre des communes.

## Carrière politique
Gaffney est élu au conseil du North Lanarkshire en 2017, représentant le quartier de Thorniewood. Aux élections générales de 2017, il se présente comme candidat travailliste à Coatbridge, Chryston et Bellshill, en battant le député sortant du Parti national écossais, Phil Boswell.
En novembre 2017, Gaffney soutient Richard Leonard dans la succession de Kezia Dugdale comme leader du Parti travailliste écossais face à Anas Sarwar. La section du Parti travailliste de la circonscription de Gaffney (CLP) soutient fermement la campagne de Leonard.

## Vie privée
Gaffney soutient le Albion Rovers FC. En 2010, Gaffney est l'un des membres fondateurs de la Keir Hardie Society, aux côtés de Bob Holman, auteur écossais et membre de longue date du Parti travailliste, et de Richard Leonard, dirigeant du Parti travailliste écossais, avec qui il est ami depuis les années 1990.